# Карпова, Клавдия Павловна
Клавдия Павловна Карпова (1926, Средне-Ахтубинское, Сталинградская губерния — 20 июня 2002, Средняя Ахтуба, Волгоградская область) — бригадир совхоза «Ахтубинский» Среднеахтубинского района Волгоградской области, Герой Социалистического Труда (1973).

## Биография
Клавдия Павловна Карпова родилась в крестьянской семье в 1926 году в селе Средне-Ахтубинское (ныне — пгт Средняя Ахтуба Волгоградской области.
Во время войны с 1942 года начала трудиться в колхозной овощеводческой бригаде, потом стала работать там же бригадиром овощеводов по выращиванию огурцов, помидоров, перца, лука и других овощей.
По итогам работы в восьмой пятилетке (1965—1970) была награждена орденом Трудового Красного Знамени.
В 1973 году работники бригады Карповой Клавдии Павловны получили урожай томатов и других овощей по 427 центнеров с одного гектара.
За большие успехи, достигнутые в получении высоких урожаев и проявленную при этом трудовую доблесть, Указом Президиума Верховного Совета СССР от 7 декабря 1973 года Карповой Клавдии Павловне было присвоено звание Героя Социалистического Труда с вручением Ордена Ленина и золотой медали «Серп и молот».
До выхода на заслуженный отдых Клавдия Павловна Карпова продолжала работать в колхозе, избиралась делегатом XXV съезда КПСС. Проживала в посёлке городского типа Средняя Ахтуба. Умерла 20 июня 2002 года.

## Награды
- Звание Герой Социалистического Труда (7 декабря 1973);
- Медаль «Серп и Молот» (7 декабря 1973) — № 18424);
- Орден Ленина (7 декабря 1973) — № 432805);
- Орден Трудового Красного Знамени (8 апреля 1971);
- Орден Октябрьской Революции (12 апреля 1979);
- медали.